# Макинтош, Тэмми
Тэ́мми Макинто́ш (англ. Tammy MacIntosh; род. 18 февраля 1970 или 16 февраля 1970, Перт) — австралийская актриса.

## Биография
Тэмми Макинтош родилась 18 февраля 1970 года в Перте (штат Западная Австралия, Австралия). Тэмми окончила West Australian Academy of Performing Arts.
В свободное время Тэмми бегает трусцой, катается на горных лыжах и занимается водным спортом.

## Карьера
Тэмми дебютировала в кино в 1990 году, сыграв роль Энни Роджерс в телесериале «Летающие врачи». Также Макинтош играла в таких фильмах и телесериалах как: «На краю Вселенной» (2001—2002, роль Джулушко Туны Фенты Ховалис), «На краю Вселенной: Битва за мир» (2004, роль Джулушко Туны Фенты Ховалис), «Спящая красавица» (2011, роль коллеги), «Леди-детектив мисс Фрайни Фишер» (2012, роль доктора Мак) и других. Всего она сыграла в 27-ми фильмах и телесериалах.

## Личная жизнь
С октября 2005 года Тэмми замужем за Марком Йитсом. У супругов есть сын — Бенджамин Йитс (род. 01.08.2006).

## Избранная фильмография
| Год       |   | Русское название                | Оригинальное название          | Роль                        |
| --------- | - | ------------------------------- | ------------------------------ | --------------------------- |
| 1990      | с | Летающие врачи                  | The Flying Doctors             | Энни Роджерс                |
| 2001—2002 | с | На краю Вселенной               | Farscape                       | Джулушко Туна Фента Ховалис |
| 2004      | ф | На краю Вселенной: Битва за мир | Farscape: The Peacekeeper Wars | Джулушко Туна Фента Ховалис |
| 2011      | ф | Спящая красавица                | Sleeping Beauty                | коллега                     |
| 2012—2015 | с | Леди-детектив мисс Фрайни Фишер | Miss Fisher's Murder Mysteries | доктор Мак                  |
| 2015—2016 | с | Уэнтуорт                        | Wentworth                      | Карен Проктор               |